# Otto Edoff
Otto Ingevald Edoff, född 17 september 1846 i Kärna församling, Östergötlands län, död 21 juni 1930 i Brunneby församling, Östergötlands län, var en svensk präst.

## Biografi
Otto Ingevald Edoff föddes 1846 på Lilla Segelstorp i Kärna socken. Han var son till korpralen Johan Edoff och Eva Charlotta Persdotter. Edoff studerade i Linköping och blev höstterminen 1870 student vid Uppsala universitet, Uppsala. Han tog teologisk-filosofisk examen 31 maj 1871, teoretisk teologisk examen 31 maj 1875 och praktisk teologi examen 29 maj 1876. Edoff blev förste komminister 9 juli 1877 i Skänninge församling med tillträde 1880 och 31 maj 1901 kyrkoherde i Klockrike församling, där han tillträdde 1902. Han blev 9 april 1913 kontraktsprost i Gullbergs och Bobergs kontrakt.

### Familj
Edoff gifte sig första gången 9 juni 1881 med Jenny Elisabet Vilhelmina Gaunitz (1853–1882), som var dotter till fabrikören Carl Christian Gottfrid Gaunitz och Hedvig Lovisa Charlotta Moll på Värnäs i Värna socken. De fick tillsammans dottern Hildegard Maria (född 1882). Edoff gifte sig andra gången 17 september 1886 med Anna Maria Hallsten (född 1858), som var dotter till skräddarmästaren Nils Peter Hallsten och Maria Charlotta Schyberg i Stockholm. De fick tillsammans barnen Dagmar (född 1887) och Ingrid (född 1889).